# Diari de Vich
El Diari de Vich va aparèixer a Vic l'1 de maig de 1930, editat en català. Va ser el primer periòdic de publicació diària a la ciutat de Vic i a la comarca d'Osona, fundat i dirigit per Francesc Maria Masferrer fins al 13 de juny del 1932. A partir d'aquest any, va agafar-ne el relleu Josep Torrents, que ja n'havia estat el cap de redacció des dels inicis, i la capçalera va adoptar el nom de Diari de Vic -suprimint la h final, segons les normes creades per Pompeu Fabra. Des del 9 de juny de 1934, la publicació passà a mans de persones vinculades a ERC (Esquerra Republicana de Catalunya). Va desaparèixer el 5 d'octubre de 1934.

## Origen
El diari va néixer per la iniciativa i la voluntat de Francesc Maria Masferrer, tres mesos després de la caiguda del general Primo de Rivera i en un context de canvis, amb la blanda dictadura del també general Dámaso Berenguer. Les sentides conseqüències de la crisi econòmica dels anys 30 entre la població, sumada a la reorganització dels partits polítics, albiraven una sortida democràtica de la dictadura. Localment, es van crear noves entitats compromeses com la societat vigatana Catalunya Vella -al juny de 1930- propera a la Lliga Regionalista.
En aquest context, el naixement del Diari de Vich va ser una novetat excepcional per la seva periodicitat diària i pel seu caràcter moderadament progressista, a camí entre el partidisme i les postures més ciutadanes o participatives. Per tirar endavant la nova capçalera, Masferrer es va rodejar d'un grup de col·laboradors propers -la majoria- al partit d'Acció Catalana.
En aquest sentit, no és casual que el primer número, de sis pàgines, sortís el dia 1 de maig, "dia del Treball". El primer exemplar obre amb una nota adreçada "Als Obrers de la Comarca" i hi inclou una secció obrera, una de femenina, un apartat de darreres informacions internacionals i un d'esports.

## Etapes i directors
El primer director fou Francesc M. Masferrer, fill de família vigatana rellevant -els Masferrer i Arquimbau- i amb una trajectòria anterior molt intensa. A banda de la seva graduació com a advocat a la Sorbona de París, havia fundat la revista L'Estevet amb Manuel Carrasco i Formiguera, havia mantingut els Jocs Florals del 1922, havia representat Catalunya a la Societat de les Nacions i era membre de la Junta Directiva de la Unió Jurídica de Catalunya, entre d'altres.
És per això que se'l considerava un patriota; perquè, viatjant per Europa, aspirava a convertir a Catalunya en un país modern i civilitzat: tenia la voluntat de traslladar els problemes nacionals als organismes internacionals. El seu esperit catalanista, doncs, va emmotllar-se còmodament en un nou partit sorgit de la Conferència Nacional Catalana a l'abril de 1922, Acció Catalana.
Masferrer, doncs, va impulsar el Diari de Vich per la seva vocació de patriota. Durant la primera etapa, va tenir l'objectiu de consolidar la capçalera, malgrat que la censura encara hi posava traves. Tractava sovint de problemàtiques socials i ciutadanes, sense entrar, però, en els afers de l'Ajuntament. Així, per exemple, es parla sobre la retolació dels carrers de Vic, els horaris del tren, la Biblioteca de la Mancomunitat, l'estat del riu Méder, etc. Una de les fites d'aquesta primera etapa va ser la col·laboració del polític vigatà Manuel Serra i Moret, el juny de 1930.
Durant la segona etapa, a partir de l'agost de 1930, el diari va fer un gir i es va polititzar. El canvi va coincidir amb l'absència de Masferrer, per un viatge a l'estranger, que va possibilitar que persones properes a Acció Catalana tinguessin més pes dins la redacció. A més, a través d'un editorial del dia 5 de març del 1931, el diari es va declarar favorable al Partit Catalanista Republicà (PCR), format per la mateixa Acció Catalana i Acció Republicana, en les eleccions municipals del 12 d'abril. Encara que en aquesta època també hi trobem editorials de Carrasco i Formiguera de contingut nacionalista, la publicació va convertir-se en un periòdic de partit.
La victòria del PCR a l'ajuntament de Vic va ser una victòria pel Diari de Vich, però va resultar ser una anomalia a nivell català, perquè era la força minoritària en el republicanisme catalanista, majoritàriament concentrat a Esquerra Republicana de Catalunya. Els resultats promocionaren la figura de Francesc M. Masferrer de cara a les la candidatura del PCR a les Corts Constituents del 28 de juny de 1931; unes eleccions en què fracassaria i es veuria superat, amb escreix, per Manuel Serra i Moret.
Seguint amb les posicions partidistes, la capçalera vigatana també va veure's afectada pel naixement d'Unió Democràtica de Catalunya, al novembre del 1931. Un grup de redactors, com Carrasco i Formiguera, van sortir del PCR per integrar-se al nou partit.
Paral·lelament a la politització, el diari va impulsar una sèrie de campanyes de sensibilització ciutadana importants. És el cas de la campanya per la normalització lingüística; per una escola pública (i les colònies d'estiu per la canalla); o, la més intensa, la que va defensar l'Estatut de Catalunya -aprovat a Vic per 3.761 vots a favor, per només 11 en contra, amb una participació del 90%-, després retallat a les Corts.
La tercera gran etapa va coincidir amb un canvi de director, perquè Masfarrer es va situar en un segon terme, i va passar a mans de Josep Torrents, cap de redacció des del començament.
Va ser el 13 de juny de 1932 i va coincidir amb una nova capçalera: Diari de Vic (sense la h). Després de les campanyes electorals, el periòdic va tornar a una etapa de temes més propers i les notícies polítiques van ser substituïdes per les "Notícies Locals". D'aquest període en destaca la cobertura de la mort del canonge Jaume Collell el març de 1932, periodista de prestigi a la ciutat. Malgrat la distància ideològica entre Collell i el diari, la seva mort va ser fortament sentida.
Políticament, a les eleccions de novembre de 1932 al Parlament, davant la incapacitat del PCR per treure uns bons resultats electorals, el diari renuncià a fer campanya a favor del partit. En canvi, un any més tard, per la cita electoral del novembre del 1933, el fet que el fins aleshores PCR s'hagués reconvertit en Acció Catalana Republicana va tornar a generar cert optimisme i mostres de suport des del diari. Però la nova formació va treure un pobre resultat -es quedà sense representació.
La quarta i última etapa del ja Diari de Vic es va obrir després de les eleccions municipals del 1934, en què la línia editorial va mantenir certa moderació. En el decurs dels dies, però, va fer un gir fins a situar-se a l'òrbita d'ERC. Al 9 juny de 1934, amb un nou format, el diari va passar a mans de persones d'Esquerra, com J. Carné i Roma, autor de nombrosos editorials.
El periòdic, així, es va convertir en un noticiari polític de la República i va adoptar una actitud bel·ligerant cap al poder estatal. El dia 5 d'octubre, coincidint amb l'inici de la vaga general a tot Espanya, el Diari de Vic va publicar el darrer editorial alertant als vigatans perquè "en aquests moments de gravetat, cal que tothom vetlli les maniobres dels enemics de Catalunya i de la República".

## Aspectes tècnics
Pel que fa a aspectes més formals i tècnics, el diari no va sortir mai en color i els canvis més significatius que va patir van ser al juny de 1934, quan va canviar el seu format. Presentava un gran titular en primera plana, de cantó a cantó, que sempre tractava sobre qüestions polítiques estatals. Sota del titular i hi havia tres seccions: el "Buirac Polític", l'article editorial i una columna d'opinió en profunditat.

## Seccions
Algunes de les seves seccions van ser:
- "Secció femenina".
- "Darreres informacions", que tenien un caràcter internacional. "Secció obrera", amb dos manifestos, una per l'associació obrera de Vic i l'altre per la de Torelló.
- "Esports".
- "Notes polítiques", que portaven informació sobre els moviments dels diversos partits polítics”.
- "Notícies locals".
- "El Buirac Polític", apareix el gener de 1934 i s'hi comentaven els afers polítics locals, comarcals i nacionals des d'un punt de vista crític, sobretot vers la Lliga Catalana.
- Alguns periodistes van disposar de la seva pròpia secció: Pere Pinyoles ("Mirador"), Roser Claveria ("Secció Femenina") o Segimon Claveria (amb el pseudònim d'”Artur Gener”).

## Directors
- Francesc Maria Masferrer i Vernis (1930-1932)
- Josep Torrents (1932-1934)
- Ramon Vilacís, Manuel Sala i Ramon Rovira (1934)

## Redactors i col·laboradors
- Lluís Rosich
- Joan B. Riera
- Vicenç Serra
- Antònia Bardolet
- Manuel Sala
- Samuel Casanoves
- Ramon Vilacís
- Ramon Rovira
- Jacint Comella (dibuixant)
- Llucià Comella (dibuixant)
- Ramon Vilà (dibuixant)
- Josep Torrents
- Lluís Vila d'Abadal
- Pere Vinyoles
- Roser Claveria
- Segimon Claveria
- Josep Maria Lladó
- Alfred Gallard
- Carles Capdevila
- Manuel Serra i Moret
- Francesc Matheu
- Francesc Maspons
- Manuel Carrasco i Formiguera
- Lluís Nicolau d'Olwer
- Artur Perucho
- Lluís G. Ylla
- Manuel Calafell
- Joan Oller
- Antoni Prat
- Agustí Vergés
- Octavi Puig
- Emili P. Neguri
- Albert Bastardes
- J. Tomàs i Piera
- Antoni Soteras
- Antoni Bozzo
- Bartomeu Forteza
- Josep de la Riba
- Vicenç Riera i Llorca
- Celestí Amargan
- J. Carné i Roma
- Esteve Albert
- J. M. Corredor
- Miquel Crusafont
- Josep Andreu i Abelló
- Josep Iglesies
- Josep Tomàs i Piera
- Lluís Bota i Villa
- Manuel Valldeperes
- "Valls" Cèsar Martinell
- Josep Carner
- Antoni Rovira i Virgili
- Ramon Masifern
- Carles Rahola
- Pau Vila
- Anicet Villar de Serchs
- A. Schmid
- Josep de la Riba i Aguero
- Josep Vicenç Foix
- Marià Serra
- M. Thió i Rodés
- Manuel Cruells
- Rossend Llates
- Jeroni de Moragas
- Antoni Planagumà
- Manuel Calafell
- Emili Codina

## Diari de Manlleu
El Diari de Manlleu és un setmanari informatiu que explica les notícies locals de Manlleu que forma part del Diari de Vich. És un diari imprès que té una extensió de 24 pàgines, amb portada i contraportada. No té format digital. Va ser redissenyat en un projecte final de grau de l'escola Eina. Segons un acord Catalunya Informació inclou els titulars d'aquest diari als seus butlletins informatius.